# Artur Mikwabija
Artur Mikwabija (ros. Артур Миквабия; abch. Артур Амқәаб; ur. 2 maja 1949 roku w Suchumi, Abchaska Autonomiczna Socjalistyczna Republika Radziecka, Gruzińska Socjalistyczna Republika Radziecka, Związek Socjalistycznych Republik Radzieckich) – abchaski polityk. Premier Republiki Abchazji od 20 marca 2015 do 26 lipca 2016.